# شیشلیک
شیشلیک (روسی: шашлык تلفظ )غذایی محبوب و شبیه به شیش‌کباب در ایران، افغانستان، ترکیه، جمهوری آذربایجان، روسیه و کشورهای پساشوروی، قفقاز، اروپای شرقی، آسیای مرکزی و بخش‌هایی از اروپای مرکزی است.  در اصل شیشلیک از گوشت بره تهیه می‌گردد اما با توجه به علایق محلی و ترجیحات مذهبی ممکن است گوشت مورد استفاده متفاوت باشد (در بعضی مناطق گوشت خوک یا گاو). سیخ‌های شیشلیک یا تماماً از قطعات گوشت یا چربی یا به‌طور متناوب (یک در میان) تکه‌های گوشت و چربی و سبزیجاتی مانند فلفل، پیاز و گوجه فرنگی تشکیل می‌شوند. در ترکی شیش به معنای سیخ و شیشلیک به معنای کباب سیخی است و در قفقاز، اروپای شرقی و آسیای مرکزی به‌طور سنتی با نام‌های مختلف دیگر شناخته می‌شود. از قرن نوزدهم به عنوان شیشلیک در بسیاری از امپراتوری سابق روسیه (امروزه کشورهای پساشوروی) رایج شد.

## ریشه‌شناسی و تاریخ
کلمه shashlik یا shashlick از کلمه روسی шашлык که ریشه ترکی دارد وارد انگلیسی شده است. در زبان‌های ترکی کلمه شیش به معنی سیخ است و شیشلیک در لغت به سیخ تبدیل شده است. این کلمه از تاتاری کریمه‌ای: şış، ت. «سیخ‌گردانی» ابداع شده است. توسط کازاک‌های زاپوروژی و در قرن هجدهم وارد روسی شد و از آنجا به انگلیسی و دیگر زبان‌های اروپایی گسترش یافت. پیش از آن، نام روسی گوشتی که روی سیخ پخته می‌شد، verchenoye بود که از روسی: vertel، ت. «سیخ‌گردانی» گرفته شده بود. ششلیک تا اواخر قرن نوزدهم به مسکو نرسید. از آن زمان به بعد، محبوبیت آن به سرعت گسترش یافت. در دهه ۱۹۹۰ غذای اصلی در رستوران‌های سنت پترزبورگ بود و در دهه ۱۹۲۰ غذای خیابانی فراگیر در سراسر شهرهای روسیه بود.

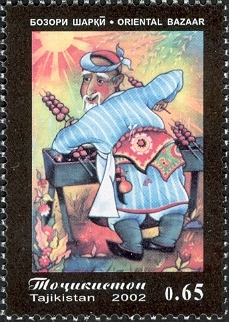
تمبر پستی تاجیکستان تحت عنوان «بازار شرقی» که پیرمردی را در حال کباب کردن ششلیک بر روی منقل نشان می‌دهد.

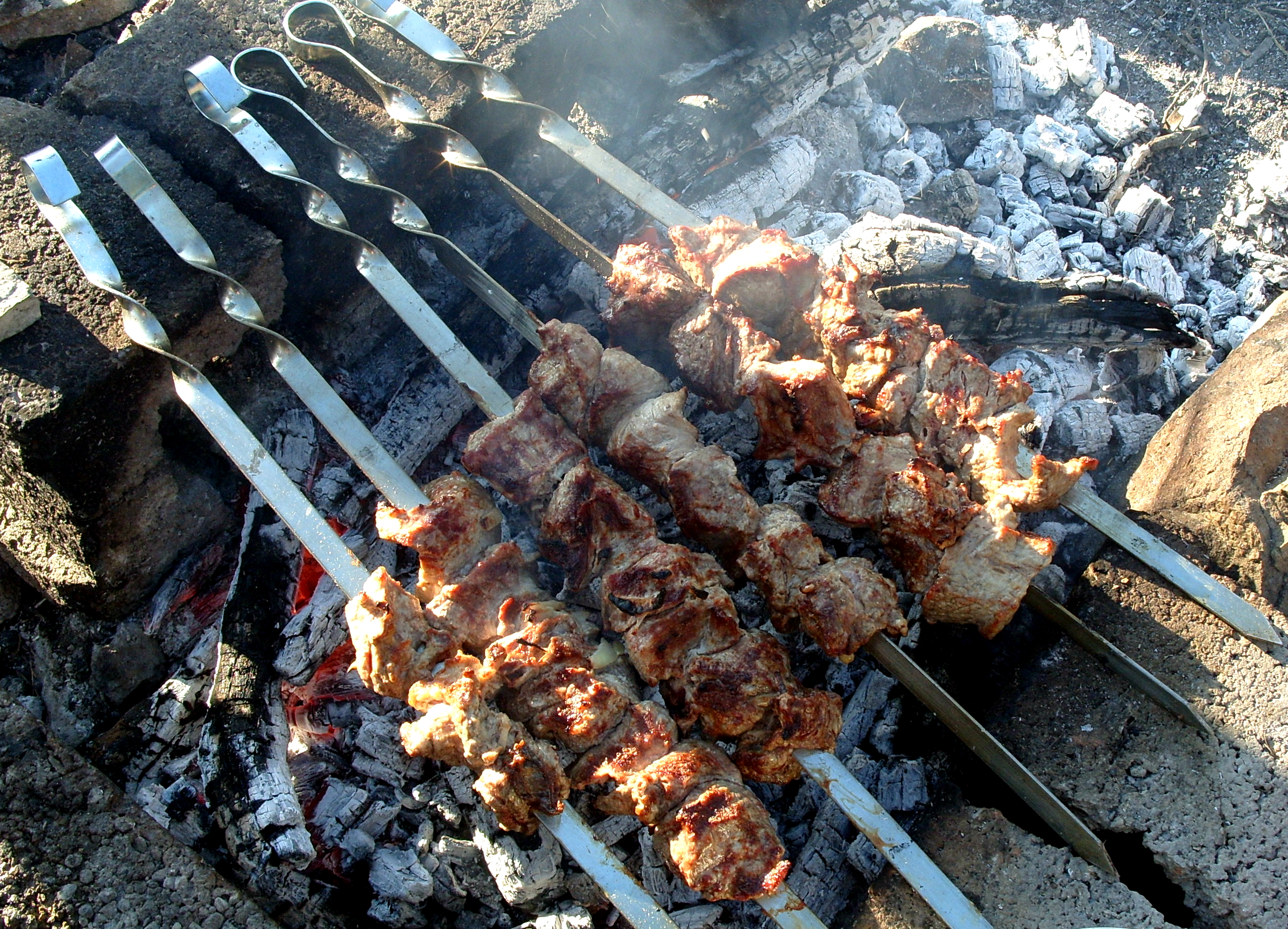
شیشلیک در ارمنستان

ششلیک در ابتدا از گوشت بره تهیه می‌شد، اما امروزه بسته به ترجیحات محلی و آداب مذهبی از گوشت خوک، گاو، مرغ یا گوشت گوزن نیز تهیه می‌شود. سیخ‌های شیشلیک یا تماماً از قطعات گوشت یا چربی یا به‌طور متناوب (یک در میان) تکه‌های گوشت و چربی و سبزیجاتی مانند فلفل دلمه ای، پیاز، گوجه فرنگی و قارچ تشکیل می‌شوند. در آشپزی ایرانی، گوشت کباب (برخلاف سایر انواع شیشلیک) معمولاً به صورت تکه‌های درشت یا تکه دنده کامل است، در حالی که در جاهای دیگر به شکل مکعب‌های گوشتی در اندازه متوسط درست می‌شود. گوشت ششلیک که اصولاً که گوشت دنده می‌باشد را به مدت یک شب در یک مایع با اسیدیته بالا مانند سرکه، شراب خشک، آب میوه ترش یا آب سبزیجات با اضافه کردن پیاز، سبزی و ادویه جات مرینیت می‌کنند.
در حالی که دیدن شیشلیک امروزه در منوی رستوران‌ها غیرعادی نیست (به عنوان مثال در کشور لهستان یک غذای فست فود بسیار محبوب است که معمولاً در منوی رستوران‌های شلوغ به چشم می‌خورد)، اما معمولاً در بسیاری از مناطق به شکل فست فود توسط فروشندگان خیابانی فروخته می‌شود. همچنین در کشورهای انگلیسی‌زبان در محیط‌های بیرون از خانه و در جمع‌های اجتماعی طبخ می‌شود.

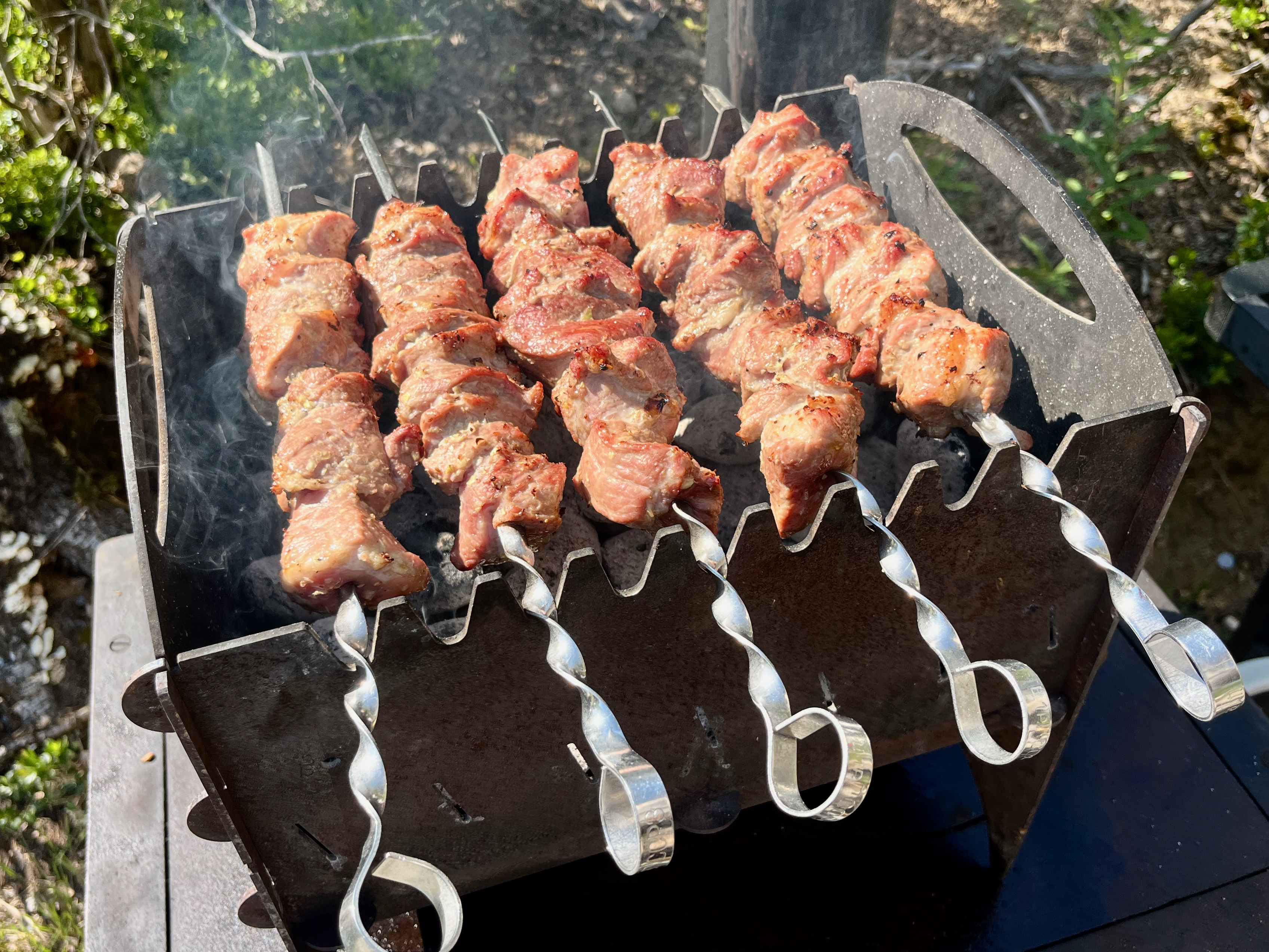
شیشلیک از گوشت خوک

علیرغم سادگی تهیه کباب، فرایند کباب کردن گوشت روی آتش و دود آن می‌تواند باعث ناراحتی ساکنان ساختمان‌های آپارتمانی شود.

## طرز تهیه کباب شیشلیک ایرانی
طرز تهیه شیشلیک و روش پخت آن با کباب‌های ایرانی دیگر تفاوت دارد و برای پخت آن باید از دندهٔ گوسفندی استفاده کرد. در واقع مهم‌ترین بخش در پخت این غذا نیز همین قسمت است. 

### مواد لازم برای ۴ نفر
- دنده گوسفندی: ۱ کیلوگرم
- پیاز: ۳ عدد
- کره: ۱۰۰ گرم
- فلفل سیاه: نصف قاشق چایخوری
- ماست چکیده: ۲ قاشق غذاخوری یا آب لیمو ترش: ۸ قاشق غذاخوری
- زعفران دم کرده: ۱ الی۲ قاشق غذاخوری
- نمک: به مقدار لازم

### دستور پخت

#### مرحله اول
۱. دنده‌ها را با یک کارد تیز از هم جدا کنید. برای اینکار گوشت دنده را به قطعات کوچک به گونه ای که حداقل دو دنده روی هر تکه باقی بماند تقسیم کنید..۲. پیازها را به صورت خلالی درشت خرد کرده و در یک کاسه جادار بریزید. ۳. فلفل سیاه، نمک، زعفران دم‌کرده و ماست (می‌توانید به جا ماست مقدار آب لیمو را تا ۸ قاشق غذا خوری افزایش دهید) را به پیاز خلالی اضافه کنید. از طعم دهنده‌هایی که در برخی دستورهای پخت شیشلیک آمده است می‌توان به ماست یا آب لیموی تازه، مقداری آب انار، دارچین و میخک اشاره کرد.

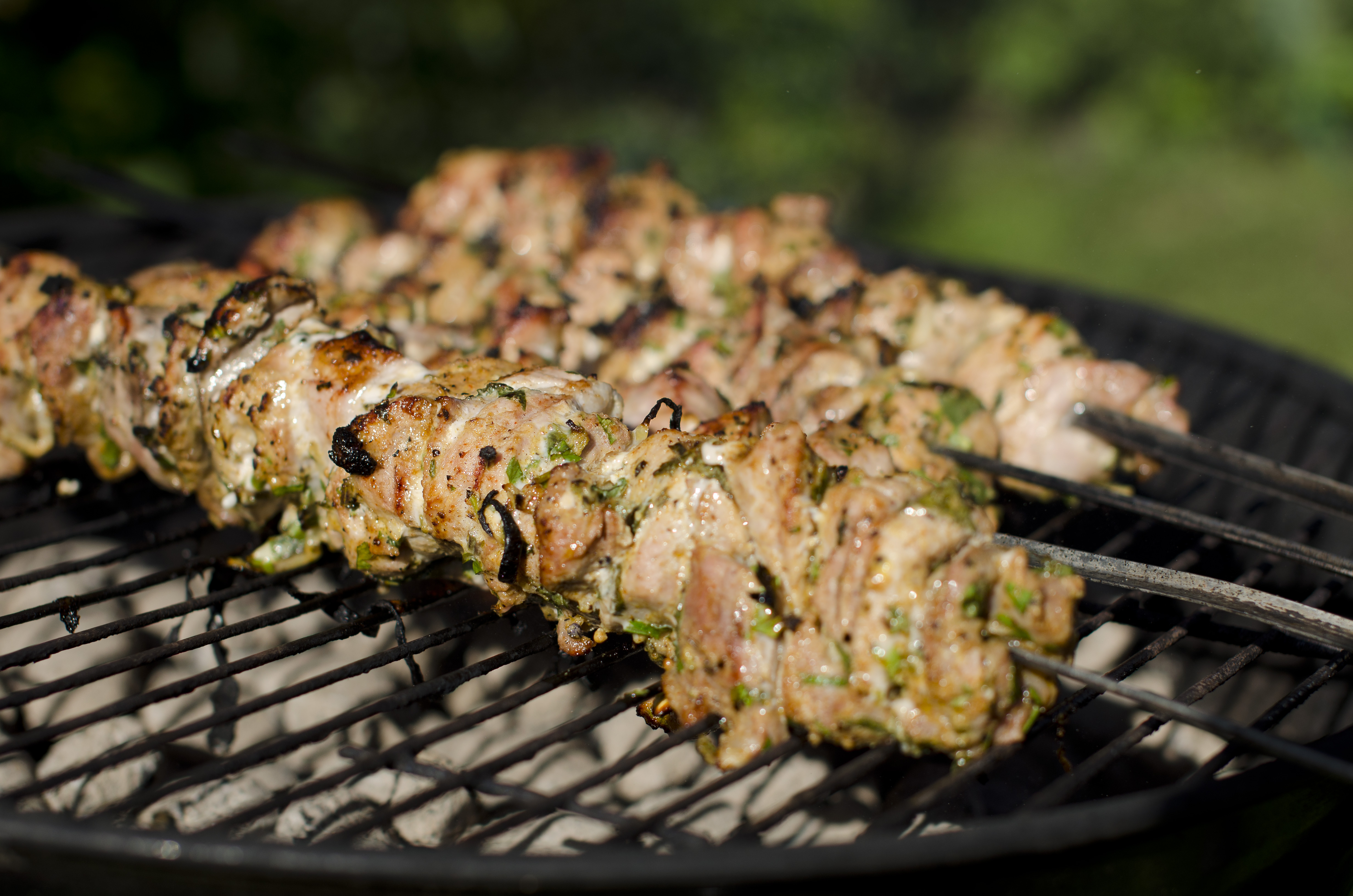
ششلیک در حال پخت و مرینت شده با سبزیجات

همچنین می‌توانید به جا خلالی کردن، پیازها را با استفاده از یک رنده دندانه ریز، رنده کنید و با دست به خوبی فشار دهید تا آب آن جدا شود. آب پیاز را به دنده‌های درون ظرف اضافه کنید و آبلیمو، روغن، زعفران و ادویه را نیز به آن اضافه کنید.
توجه کنید که در شیشلیک ایرانی (برخلاف سایر انواع خارجی) گوشت معمولاً به صورت تکه‌های درشت یا تکه دنده کامل است. میتوانید تصاویر شیشلیک ایرانی را در اینترنت جست و جو کنید تا درک بهتری پیدا کنید.

#### مرحله دوم
۱. پیازها و دیگر مواد را به خوبی مخلوط کنید تا پیازها کاملاً رنگ بگیرند. ۲. گوشت دنده‌ها را به کاسه اضافه کرده و به خوبی مخلوط کنید تا تمام نقاط گوشت طعم‌دار شود.
برای این که مواد به خوبی به خرد دنده‌ها برود با دست اندکی مواد را روی آن‌ها ماساژ دهید.

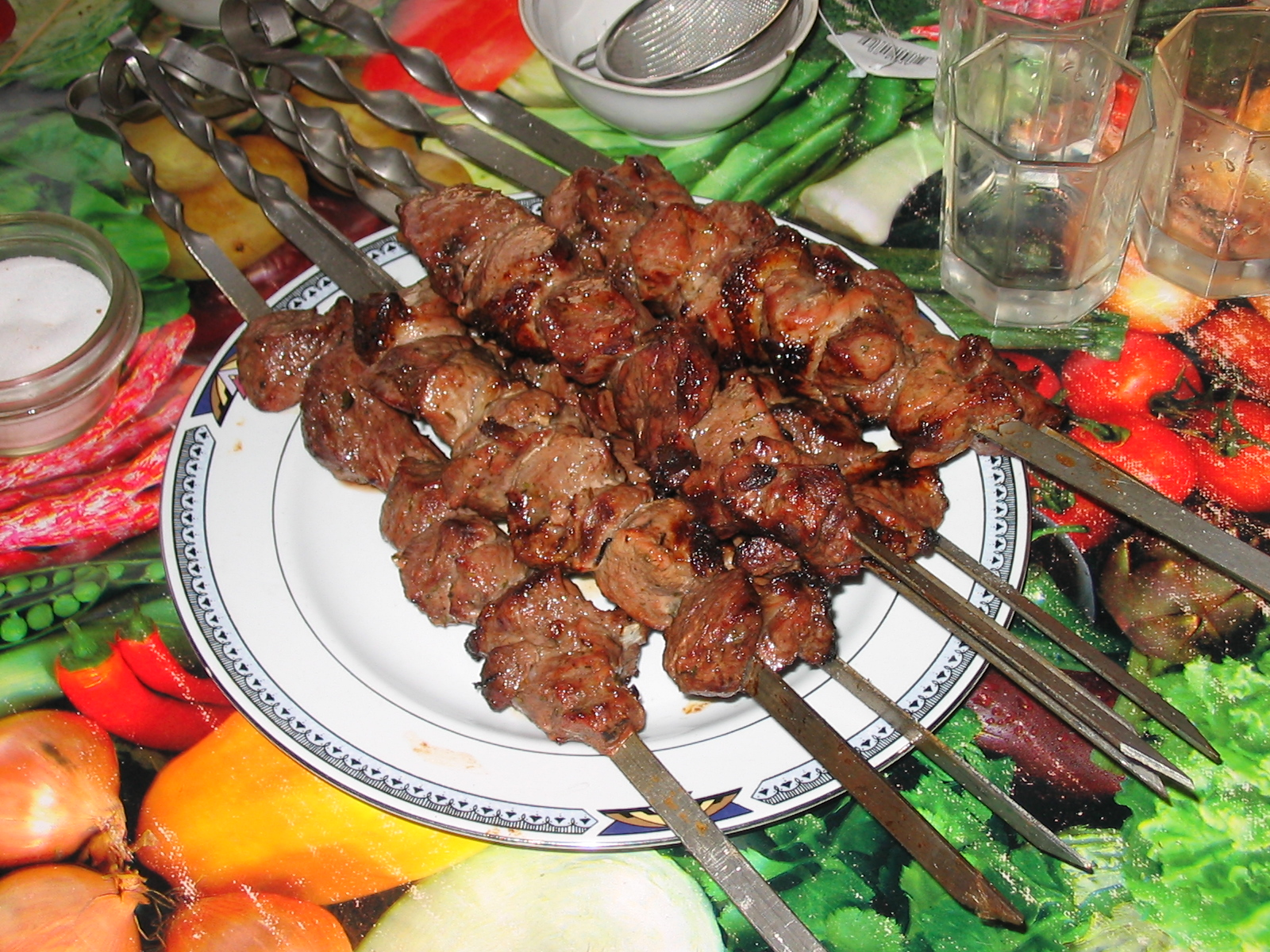
ششلیک سرو شده در ظرف

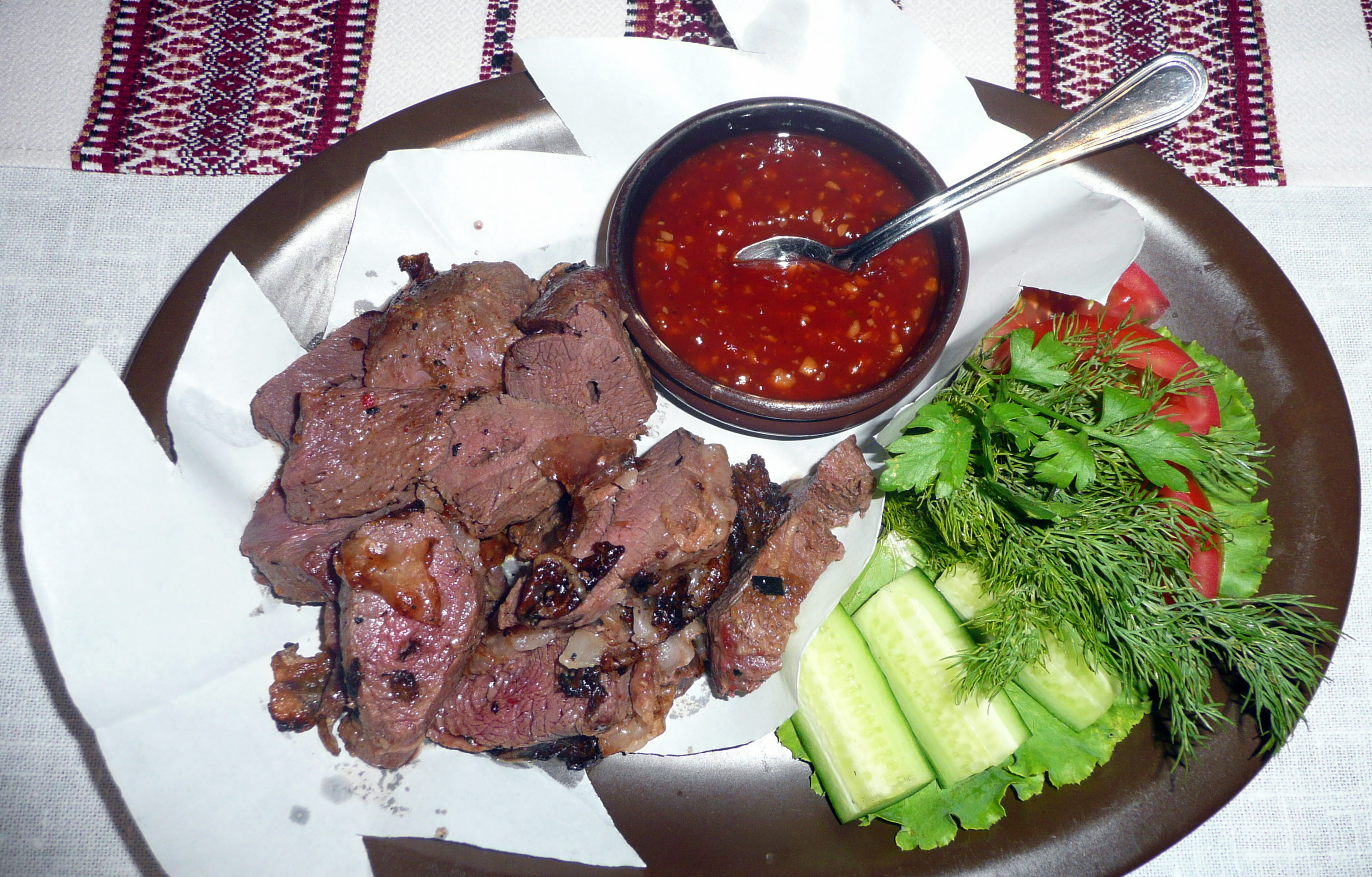
ششلیک کازاک به همراه غذا های محلی اوکراینی در زاپوریژیا

#### مرحله سوم
۱. روی کاسه سلفون بکشید و به مدت ۶ الی ۱۲ ساعت ( هر چقدر گوشت بیشتر در مواد بماند ترد تر می شود.) در یخچال قرار دهید. ۲. پس از گذشت این زمان، ظرف را از داخل یخچال بیرون آورده و با بیفتک‌کوب هر قسمت از دنده که گوشت دارد را به آرامی و به خوبی بکوبید تا گوشت یکدست شود.

#### مرحله چهارم

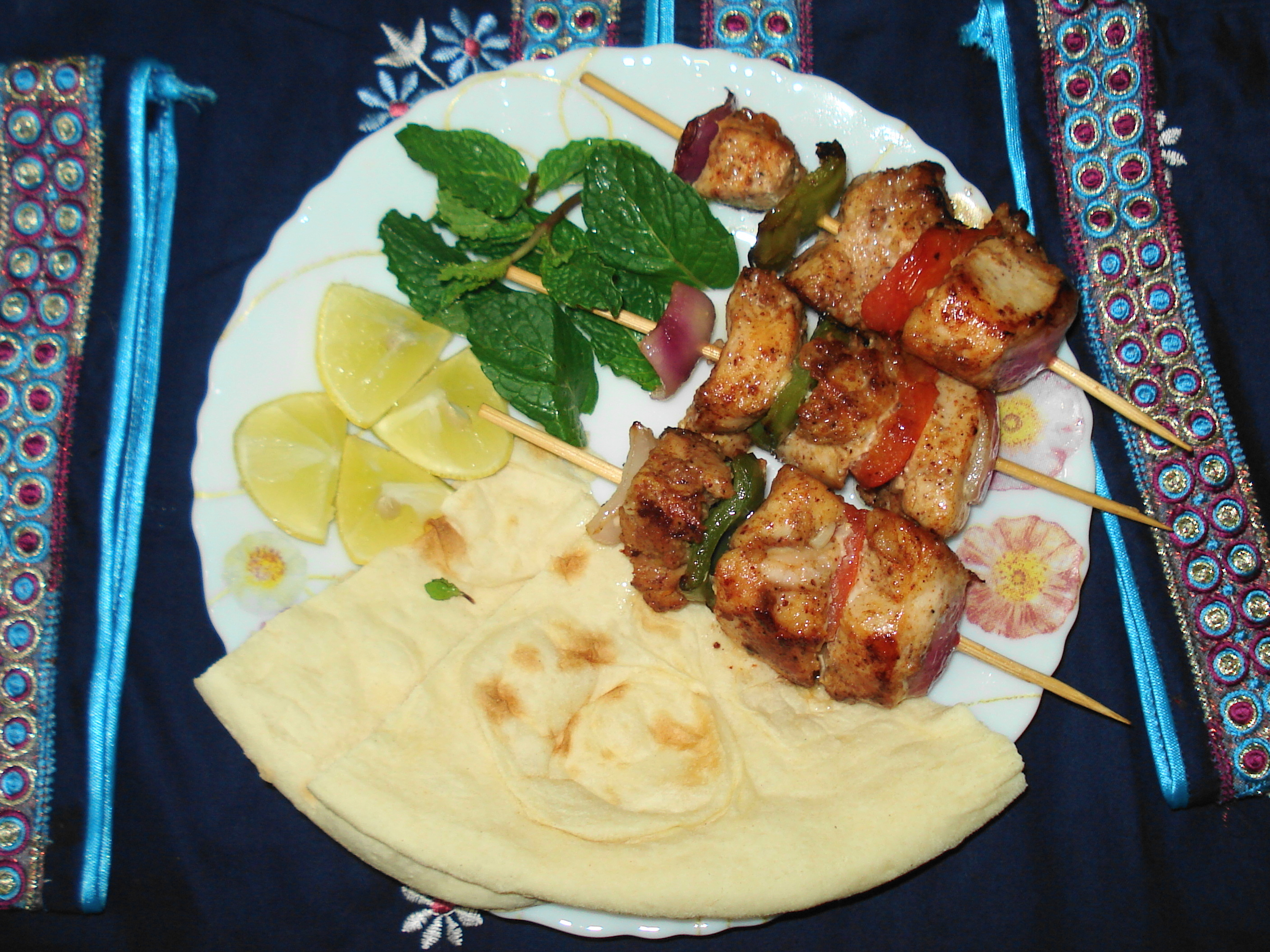
ششلیک پخته شد به همراه فلفل دلمه ای و پیاز

۱. دنده‌ها را به سیخ‌های بزرگ بکشید (در صورت عدم دسترسی به سیخ بزرگ، می‌توانید از دو تا سیخ استفاده کنید). زمانی که می‌خواهید دنده‌ها را به سیخ بکشید حواستان باشد سیخ باید از وسط دو استخوان دنده عبور کند. ۲. منقل را آماده کرده و زغال‌ها را به‌طور یکدست روشن کنید. ۳. سیخ‌های حاوی دنده را روی حرارت ملایم منقل بچینید. یادتان باشد اگر حرارت زیاد باشد دنده‌ها قبل از این که پخته شوند می‌سوزند.

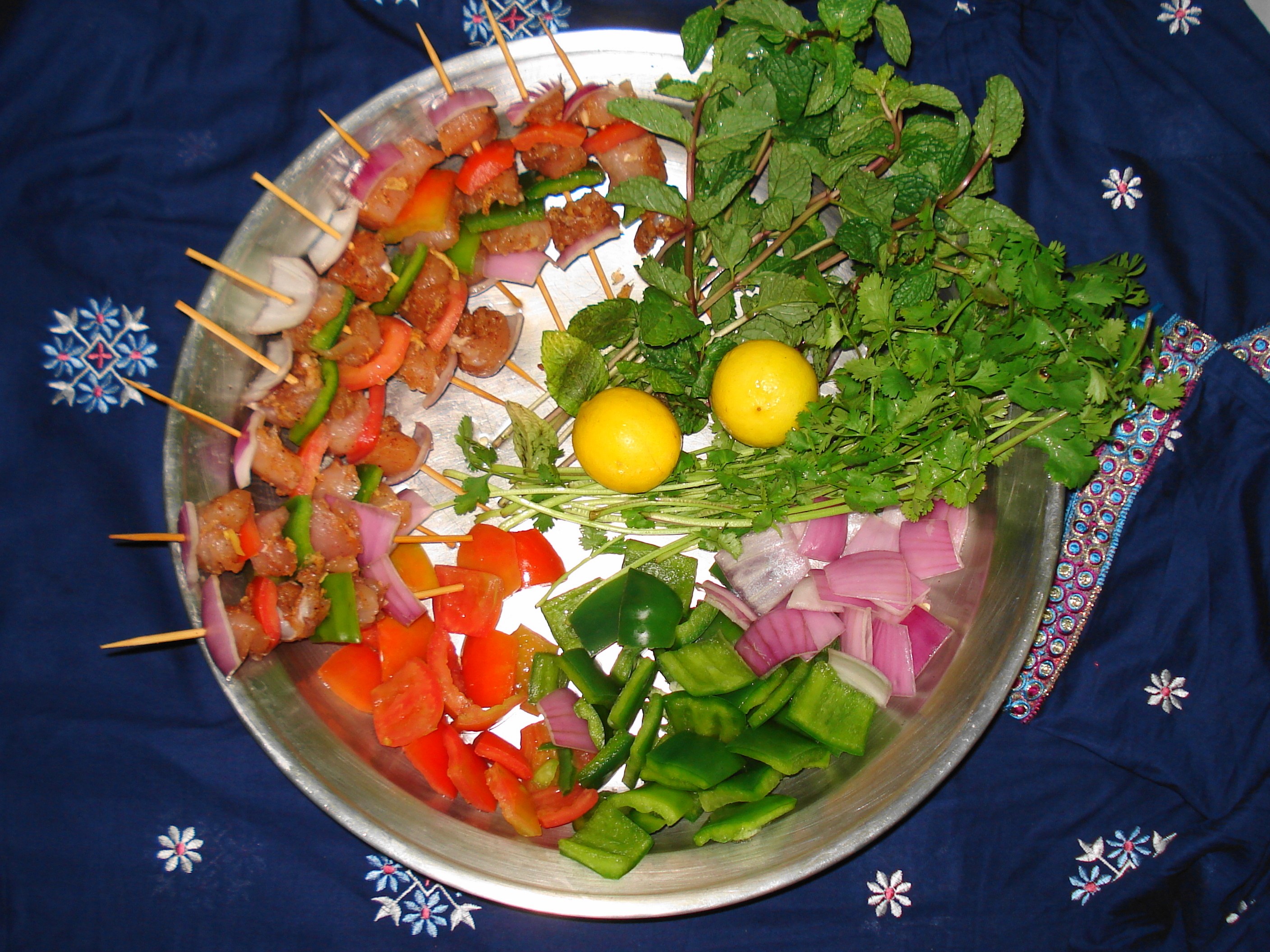
ششلیک سیخ زده شده به همراه پیاز و گوجه و فلفل دلمه ای و...

#### مرحله پنجم
۱. صبر کنید تا به مرور زمان کباب شوند. ۲. کره را در یک تابه کوچک قرار داده و با حرارت ملایم آب کنید. ۳. سپس با آب لیمو ترش و مقداری زعفران مخلوط کنید و در پایان پخت کباب روی گوشت دنده‌ها بمالید.

#### مرحله ششم
۱. با مالیدن سس کره روی دنده‌ها، شیشلیک نرم و لذیذی خواهید داشت. ۲. می‌توانید چند گوجه‌فرنگی را نیز کباب کرده و همراه با پلو یا نان، شیشلیک‌ها را میل کنید.

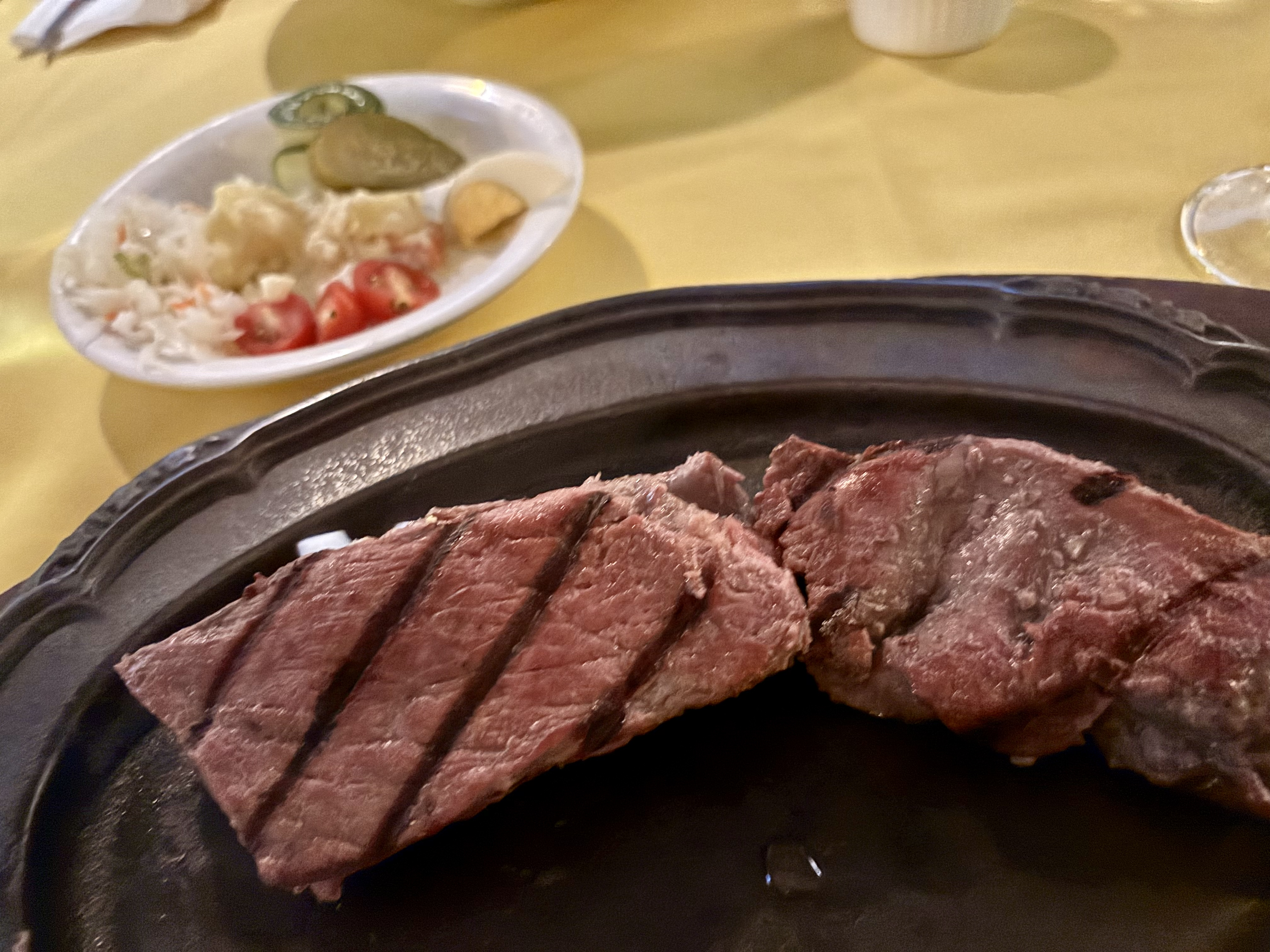
ششلیک سرو شده در سنگاپور

### نکات طلایی
- با توجه به ذائقه خود، از طعم‌دهنده‌هایی همچون دارچین، رزماری تازه، پودر پاپریکا و پودر سیر نیز می‌توانید استفاده کنید.
- تردی و لذیذ بودن شیشلیک اهمیت زیادی دارد. هرچه سسی که در حین پخت به کباب‌ها می‌زنید غلیظ‌تر باشد، طعم کباب بهتر خواهد بود.
- بهتر است گوشت‌ها از شب قبل مزه‌دار شوند.
- برای این که گوشت شما نرم‌تر شود، می‌توانید مقداری کیوی له شده را آماده کنید و گوشت را در آن قرار دهید، همچنین استفاده از یک قاشق سرکه سیب نیز مؤثر خواهد بود.
- اگر زغال‌ها به صورت یکدست روشن نشوند، سبب می‌شود تا کباب شما طعم دود بگیرد.

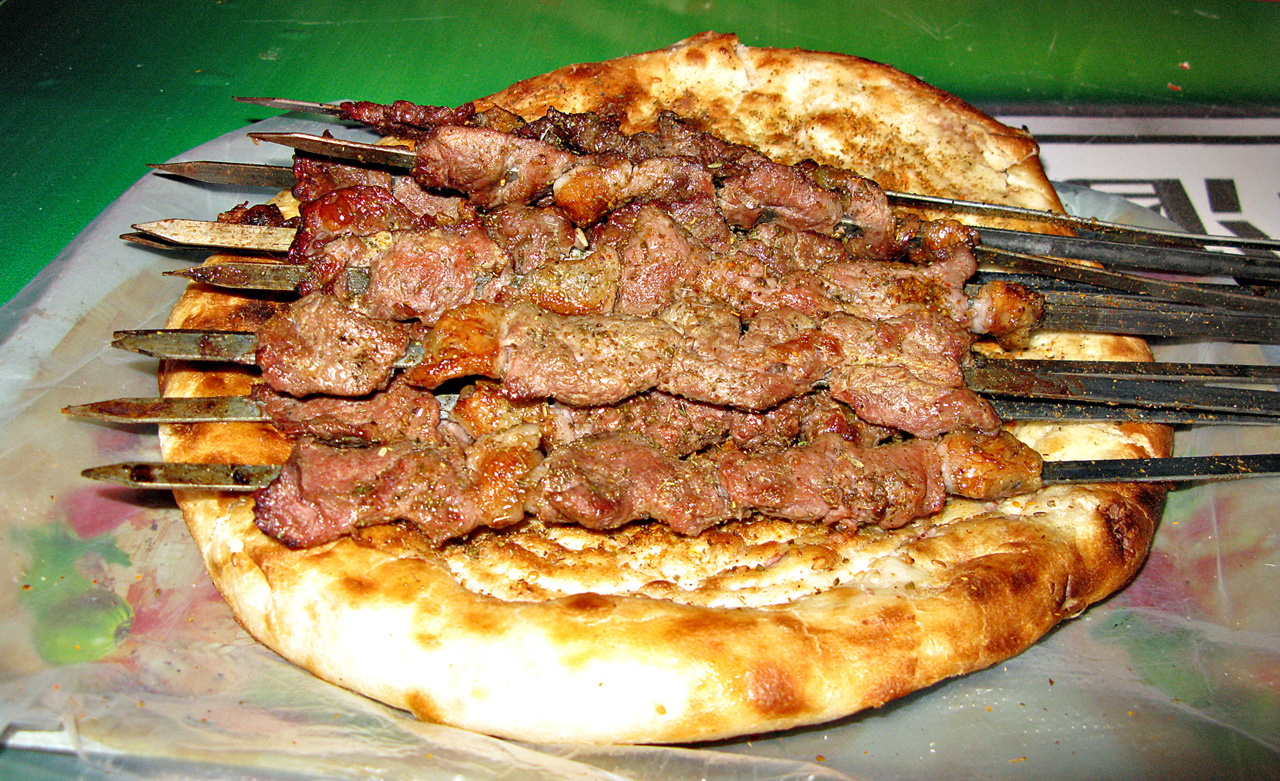
ششلیک گوسفندی رو نون

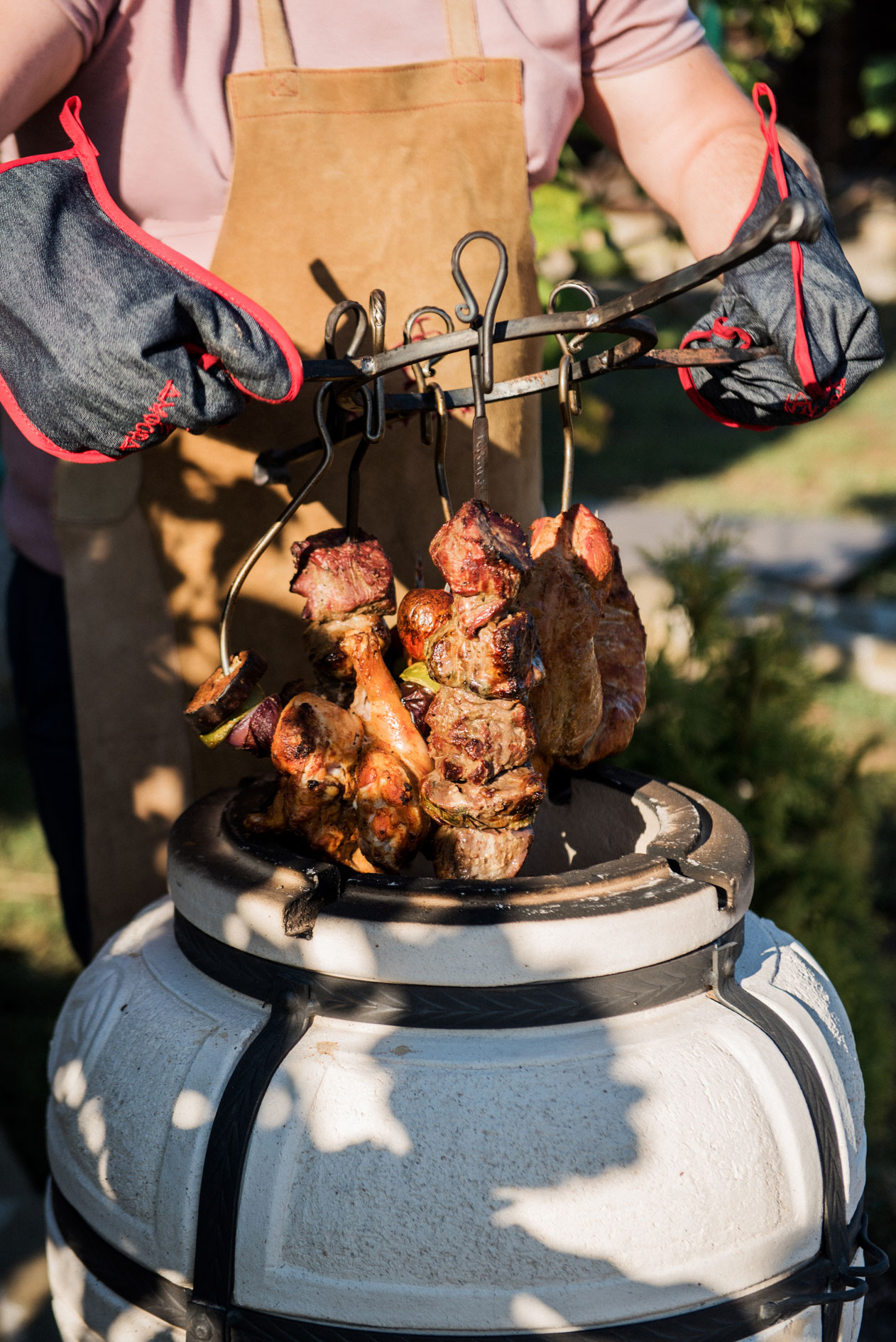
ششلیک تنوری

- ششلیک گوسفندی رو نوندر حین پخت، اجازه دهید گوشت‌ها با حرارت ملایم پخته شوند تا درون خام نمانند.ششلیک تنوریزمانی که دنده‌ها در حال مغزپخت شدن هستند مقداری کره، آب لیمو و زعفران را با هم ترکیب کنید و با یک قلمو بروی کباب‌ها بمالید. این کار در نهایت باعث می‌شود کباب‌هایتان خوش عطرتر و تردتر شوند.
- نمک را بهتر است در آخرین لحظات پخت به کباب اضافه کنید تا باعث سفتی بافت گوشت نشود.
- شیشلیک‌ها نباید در هنگام پخت خشک شوند، بنابراین می‌توانید از کره استفاده کنید.
  - اگر به زغال یا منتقل دسترسی ندارید، می‌توانید کباب‌ها را درون فر یا روی شعلهٔ گاز درست کنید.

## طرز تهیه شیشلیک در فر
بعد از این که دنده‌ها را مزه‌دار کردید در فویل بپیچید و در یخچال قرار دهید. بعد از گذشت زمان لازم دنده‌ها از یخچال خارج کنید و به همان حالت پیچیده شده درون فویل به مدت ۲ ساعت با دمای ۱۶۳ درجه سانتی گراد داخل فر قرار دهید.
بعد از این که دنده‌ها دو ساعت با فویل پختند، آن‌ها را از فر خارج کرده و فویل را باز کنید. به مدت نیم ساعت دیگر بدون فویل درون فر بگذارید تا به خوبی مغز پخت شود و بعد از گذشت این زمان، شیشلیک آماده است. همچنین می‌توانید به همراه کته، سبزیجاتی مانند فلفل کبابی و گوجه فرنگی این غذا را سرو کنید.